# Церања
Церања на албанском Cerajë је насеље у општини Лепосавић на Косову и Метохији. Површина катастарске општине Церања где је атар насеља износи 468 ha. Село се налази 10 km југоисточно од Лепосавића, са леве стране Церањске реке, десне притоке Ибра. По положају кућа и њиховој међусобној удаљености село се дели на Горњу и Доњу махалу. Средња надморска висина села је 860 м. Насеље је по постанку старо.

## Демографија
- попис становништва 1948: 219
- попис становништва 1953: 242
- попис становништва 1961: 258
- попис становништва 1971: 315
- попис становништва 1981: 265
- попис становништва 1991: 311

У селу 2004. године живи 56 становника, већина становништва је избегла из насеља. Ово је једно од 3 села са албанском етничком већином у општини Лепосавић. Данашње становништво чине родови : Абит, Адеми, Алија, Алиу, Авдуљи, Аземи, Бислими, Брахами, Ељези, Ферати, Хајра, Хаљими, Халили, Хаљиљи, Хељети, Иса, Љатифи, Мифтари, Муса, Мустафа, Рахмани, Рама, Ручити, Салихи, Сејдију, Шерифи и Шаћири.